# Samostan Pantokratorja
Mošeja Zeyrek (turško Zeyrek Camii) ali samostan Pantokratorja (grško Μονή του Παντοκράτορος Χριστού; turško Pantokrator Manastırı), je velika mošeja na ulici Fazilet v okrožju Zeyrek v Fatihu v Carigradu, ki gleda na Zlati rog. Sestavljena je iz dveh nekdanjih bizantinskih cerkva in kapele, ki sta združeni in predstavlja najboljši primer srednjebizantinske arhitekture v Konstantinoplu. Za Hagijo Sofijo je to največja bizantinska verska stavba, ki še stoji v Carigradu.
Stoji manj kot 1 km jugovzhodno od mošeje Eski Imaret, druge bizantinske cerkve, ki je bila spremenjena v mošejo.
Vzhodno od kompleksa je osmanski konak, ki je bil obnovljen in odprt kot restavracija in čajni vrt Zeyrekhane.

## Zgodovina

### Bizantinsko obdobje
Med letoma 1118 in 1124 je bizantinska cesarica Irena Ogrska na tem mestu zgradila samostan, posvečen Kristusu Pantokratorju (Kristusu Vsemogočnemu). Samostan je sestavljala cerkev (ki je postala Katolikon ali glavna cerkev samostana), prav tako posvečena Kristusu Pantokratorju, knjižnica in bolnišnica.
Po smrti svoje žene, kmalu po letu 1134, je cesar Ivan II. Komnen zgradil drugo cerkev severno od prve, ki je bila posvečena Theotokos Eleousa (Usmiljena Mati božja). Ta cerkev je bila odprta za prebivalstvo in služila ji je laična duhovščina. Najkasneje do leta 1136 so kompleksu dodali južno dvorišče in eksonarteks, obe svetišči pa povezali s kapelo, posvečeno svetemu Mihaelu, ki je postala cesarski mavzolej (heroon) Komnenov in Paleologov. Poleg številnih drugih bizantinskih dostojanstvenikov sta bila tukaj pokopana cesar Ivan II. in njegova žena Irena ter cesarica Berta iz Sulzbacha (znana tudi kot Irena), žena Manuela I. Komnena.
V obdobju latinske prevlade po četrti križarski vojni leta 1204 je kompleks padel v roke beneške duhovščine in tukaj je bila shranjena ikona theotokosa Hodegetrije. Samostan je kot cesarsko palačo uporabljal tudi zadnji latinski cesar Balduin II. Courtenayski.
Po paleološki obnovi so samostan ponovno uporabljali pravoslavni menihi. Najbolj znan med njimi je bil Genadij II. Skolarij, ki je po muslimanski osvojitvi mesta leta 1453 zapustil samostan in postal prvi carigrajski patriarh.

### Osmansko in republikansko obdobje
Kmalu po padcu Konstantinopla je bila glavna cerkev spremenjena v mošejo, medtem ko je samostan nekaj časa služil kot medresa. Osmani so ga poimenovali po Molla Zeyreku, učenjaku, ki je tam poučeval. Vendar pa je bil Zeyrek zaradi svojega pomena za bizantinsko zgodovino ena redkih stavb v Konstantinoplu, katere staro ime ni bilo nikoli pozabljeno in so o njem pisali tuji obiskovalci, vključno s francoskim popotnikom Pierrom Gillesom, ki ga je opisal v svoji knjigi o Konstantinoplu, napisani v 16. stoletju. Po dokončanju medrese v kompleksu Fatih leta 1471 so muslimanski študenti zapustili Zeyrek in prostori, ki jih je nekoč zasedala šola, so izginili.
Do začetka 21. stoletja je stavba postala zelo zanikrna in delno propadla, zaradi česar je bila dodana na Unescov seznam ogroženih spomenikov. Obsežna in včasih kontroverzna obnova je zdaj končana in mošeja je ponovno odprta za molitve.

## Arhitektura
Zid je delno zgrajen v tedanji opečni tehniki, značilni za bizantinsko arhitekturo srednjega obdobja. Pri tej tehniki so nadomestni nizi opek nameščeni za linijo zidu v malti. Debelina slojev malte je približno trikrat večja od debeline slojev opeke.
Južna in severna cerkev sta v obliki grškega križa z osrednjimi kupolami in poligonalnimi apsidami s sedmimi stranicami in ne s petimi, kar je bilo značilno za bizantinsko arhitekturo prejšnjega stoletja. Apside imajo tudi trojna suličasta okna, obdana z nišami.
Južna cerkev je največja. Na vzhodu ima esonarteks, ki je bil sčasoma razširjen prav do cesarske kapele. Cerkev je nadgrajena z dvema kupolama, eno nad naosom in drugo nad matronejem (ločena zgornja galerija za ženske) narteksa. Nekoč zelo bogato okrasje cerkve je skoraj popolnoma izginilo, razen nekaj marmornih drobcev v prezbiteriju. Zgodovinski opus sectile tlaka iz barvnega marmorja, obdelanega v tehniki cloisonne, s predstavljenimi človeškimi in živalskimi figurami, je trenutno prekrita s sodobno preprogo. Tukaj najdeni fragmenti barvnega stekla kažejo, da so bila okna nekoč zapolnjena z vitraji s podobami svetnikov. Mozaiki, ki so predstavljali apostole in Kristusovo življenje, so bili v 18. stoletju še vidni – čeprav uničeni.
Cesarska kapela je pokrita z banjastimi oboki in na vrhu z dvema kupolama.
Severna cerkev ima samo eno kupolo in je znana po frizu, vklesanem z motivom pasjega zoba in trikotnika, ki poteka vzdolž napušča.
V bližini mošeje je Şeyh Süleyman Mescidi, majhna bizantinska stavba, ki je verjetno pripadala samostanu Pantokrator. Morda je bila v njem knjižnica, čeprav to ni gotovo.
V celoti je ta samostanski kompleks najboljši primer srednjebizantinske arhitekture, ki je preživela v Carigradu.
- Mošeja Zeyrek
- del sprednje strani
- Južna cerkev
- Mimbar
- Mimbar, detajl
- Hünkar mahfili uporabljal sultan
- Hünkar mahfili spodnja stran
- Splošni pogled na mošejo
- Bizantinski okvir vrat mošeje
- Zunanjost